# Estatuas de Sperlonga

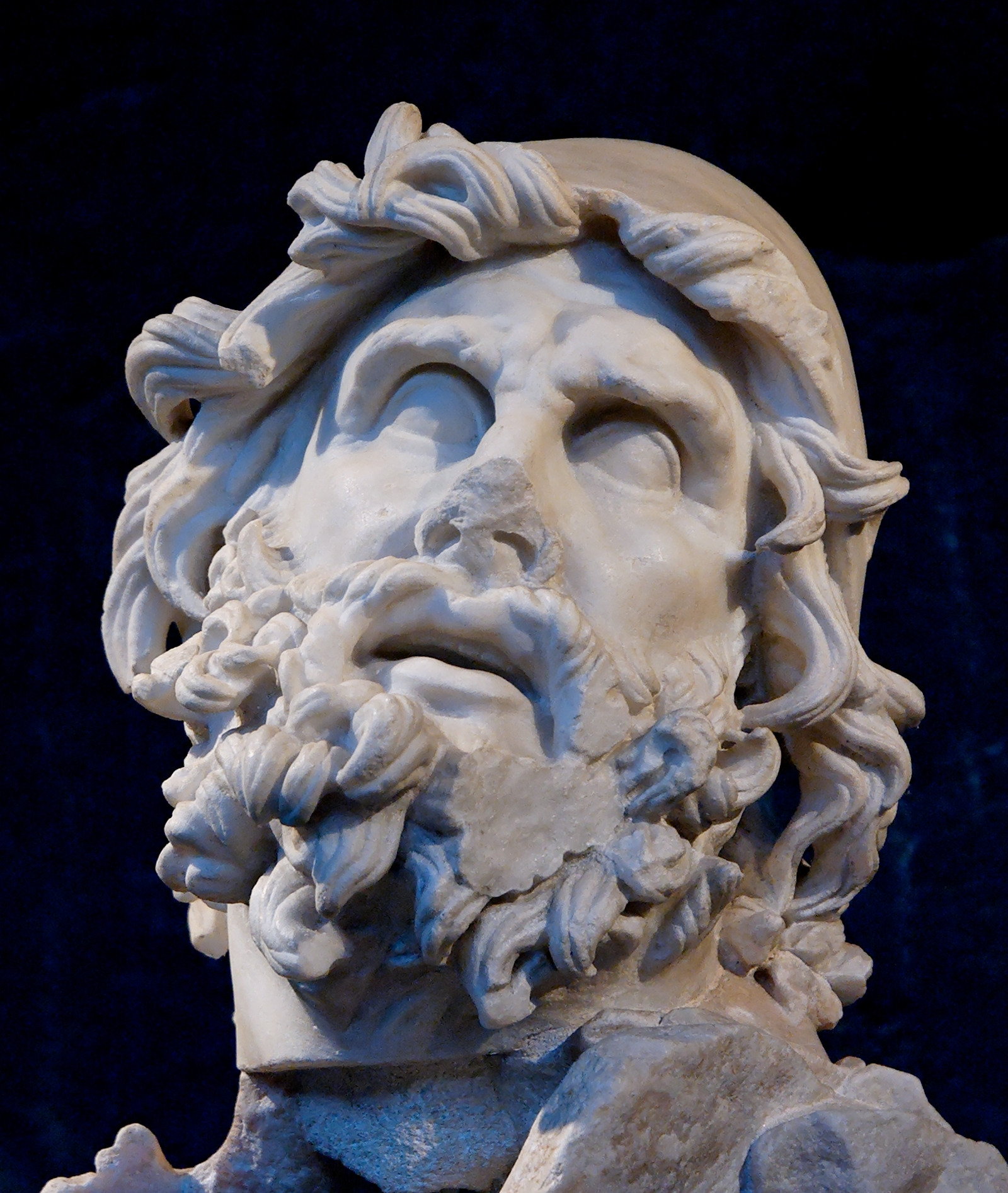
Detalle de la cabeza de Ulises en el «grupo Polifemo».

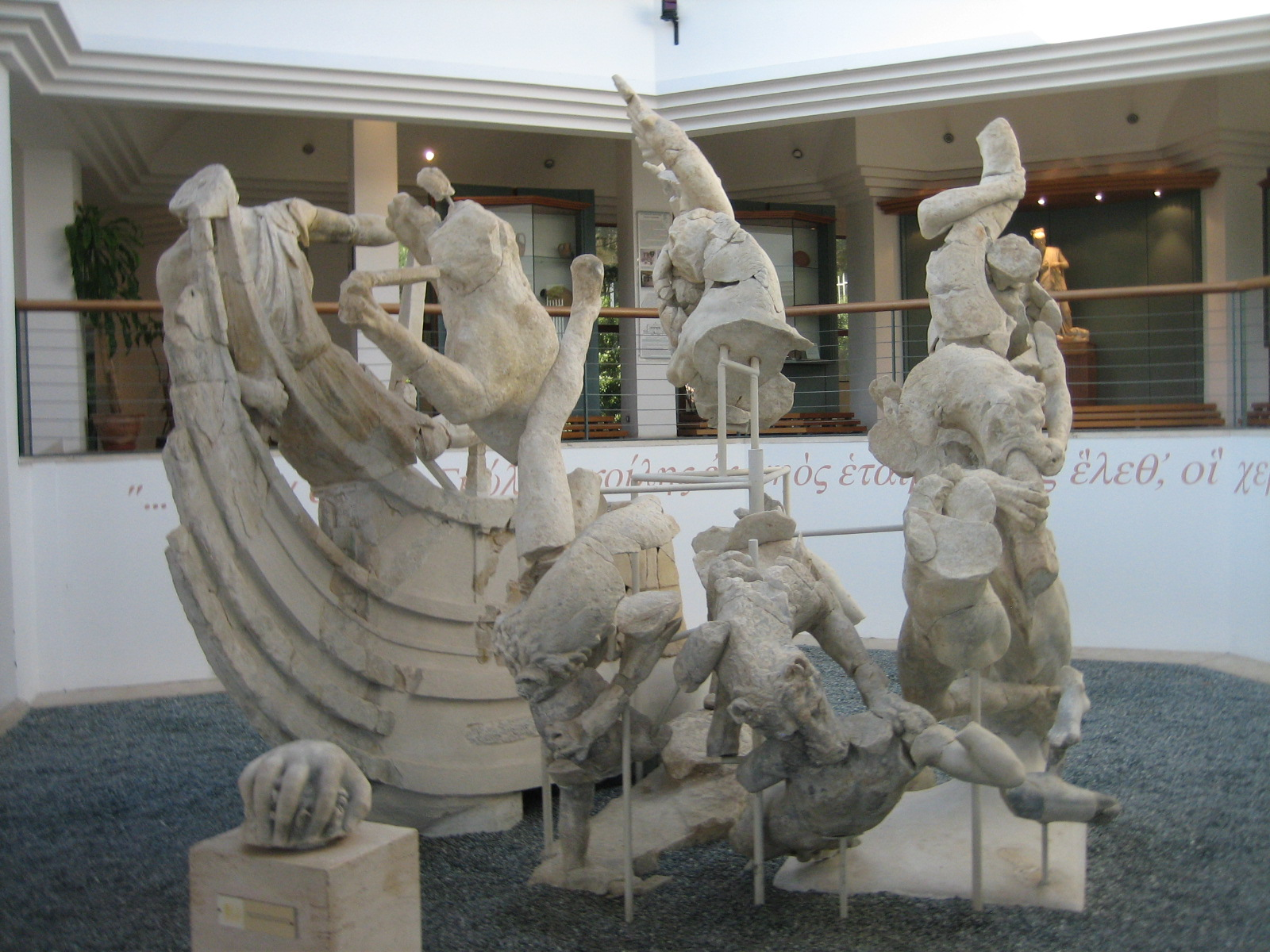
Reconstrucción arbitraria del «grupo Escila».

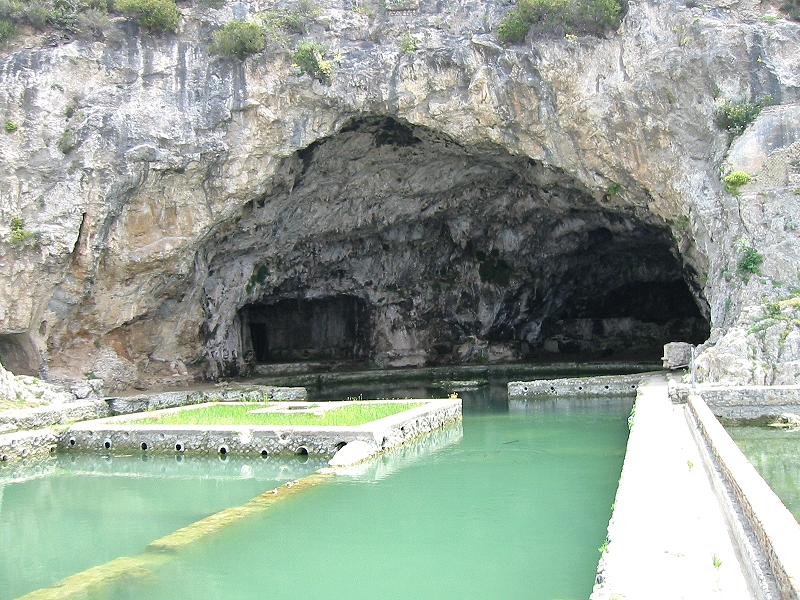
Gruta y estanque en 2006, con el triclinium cubierto de hierbas. El islote del grupo «Escila» se encuentra en la gruta.

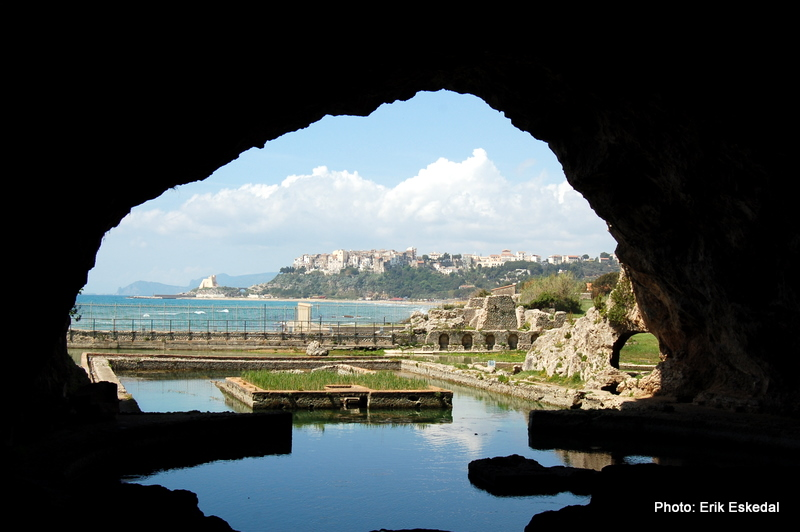
Vista desde el interior de la gruta.

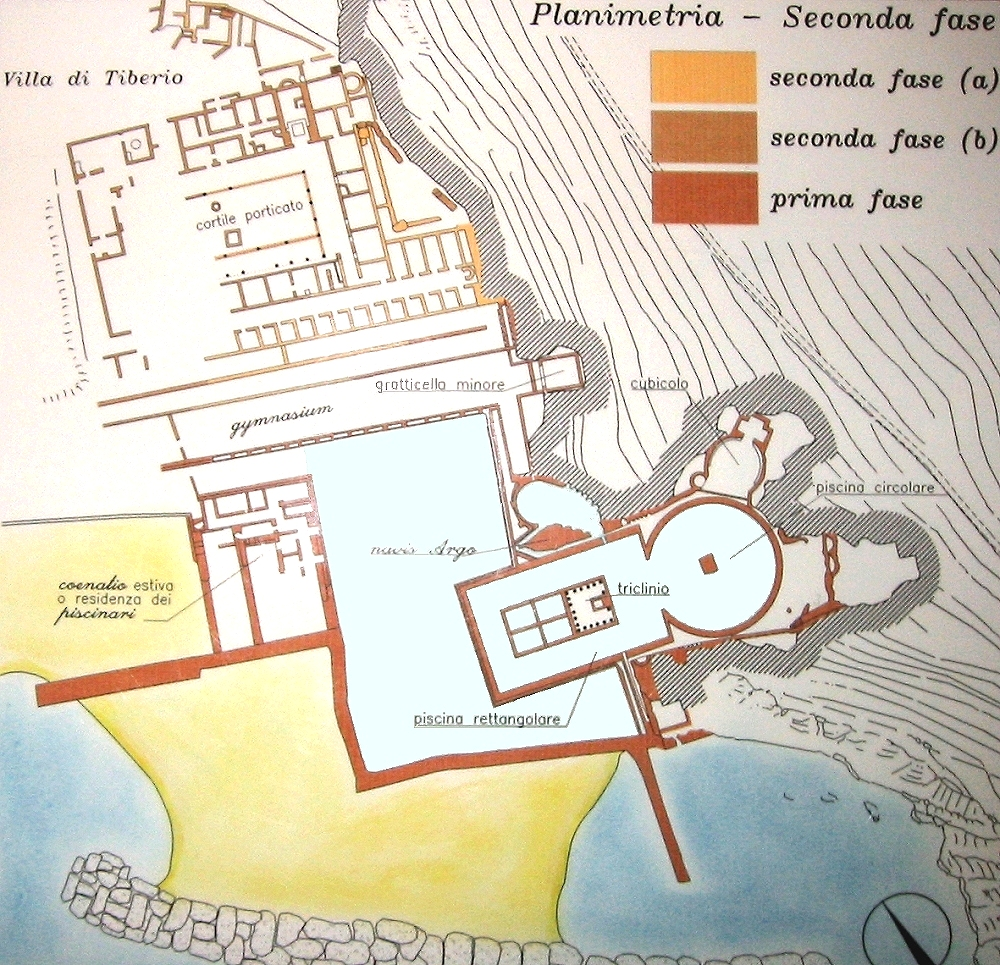
Plano de la villa y de la gruta.

Las estatuas de Sperlonga son un vasto conjunto de esculturas descubiertas en 1957 en la villa de Tiberio en Sperlonga. 
Sus restos se encontraron en el interior de una gran gruta natural ante el mar, que en la Antigüedad sirvió para los festines de Tiberio. En 1963 se creó un museo en Sperlonga (Museo Archeologico Nazionale e Area Archeologica di Sperlonga) para exponer las esculturas reconstruidas y otras piezas arqueológicas de la villa, siguiendo criterios que Mary Beard, especialista en historia del Mediterráneo antiguo, ha descrito como "reinvenciones creativas".
Los grupos escultóricos representan distintos episodios de mitología griega. Aunque son de estilo helenístico, habrían sido ejecutados al comienzo del periodo imperial romano. Atendiendo a una inscripción grabada en el barco atacado por Escila, las obras se han atribuido a los mismos escultores de la escuela rodia cuyos nombres Plinio el Viejo recoge como autores del  famoso grupo de Laocoonte y sus hijos: Agesandro, Atenodoro y Polidoro; pero tal atribución está cuestionada.
Tácito y Suetonio recogen que la gruta se hundió en el año 26, estando a punto de afectar al propio emperador. Debió ser en ese momento, o en algún hundimiento posterior, cuando las esculturas se redujeron a fragmentos, lo que explica por qué faltan trozos en las reconstrucciones modernas. 

## Los cuatro grupos principales
Cuatro grupos escultóricos principales se disponían en torno a un estanque circular artificial que ocupa la mayor parte de la gruta, y que está ligado a un estanque mayor en el exterior. Al fondo de la gruta se encontraba un grupo («grupo de Polifemo») que representa a Ulises y sus compañeros cegando al cíclope Polifemo, en el que la figura central es un Polifemo recostado a causa de su embriaguez. Más cerca de la salida de la gruta, sobre un islote en el medio de un estanque, se encontraba el «grupo de Escila», que representa el ataque de Escila contra el barco de Ulises. A ambos lados de la entrada se encontraban dos grupos que representan escenas relativas a Ulises, pero que no figuran en la narración homérica, sino en otras fuentes (como Las metamorfosis de Ovidio), y que muestran aspectos opuestos del héroe: el «grupo Pasquino», que representa a Ulises cargando el cuerpo de Aquiles tras una batalla (lo que es muestra de pietas), y el «grupo Paladio», que representa a Diomedes y Ulises robando el Paladio, una estatua sagrada de la ciudad de Troya.

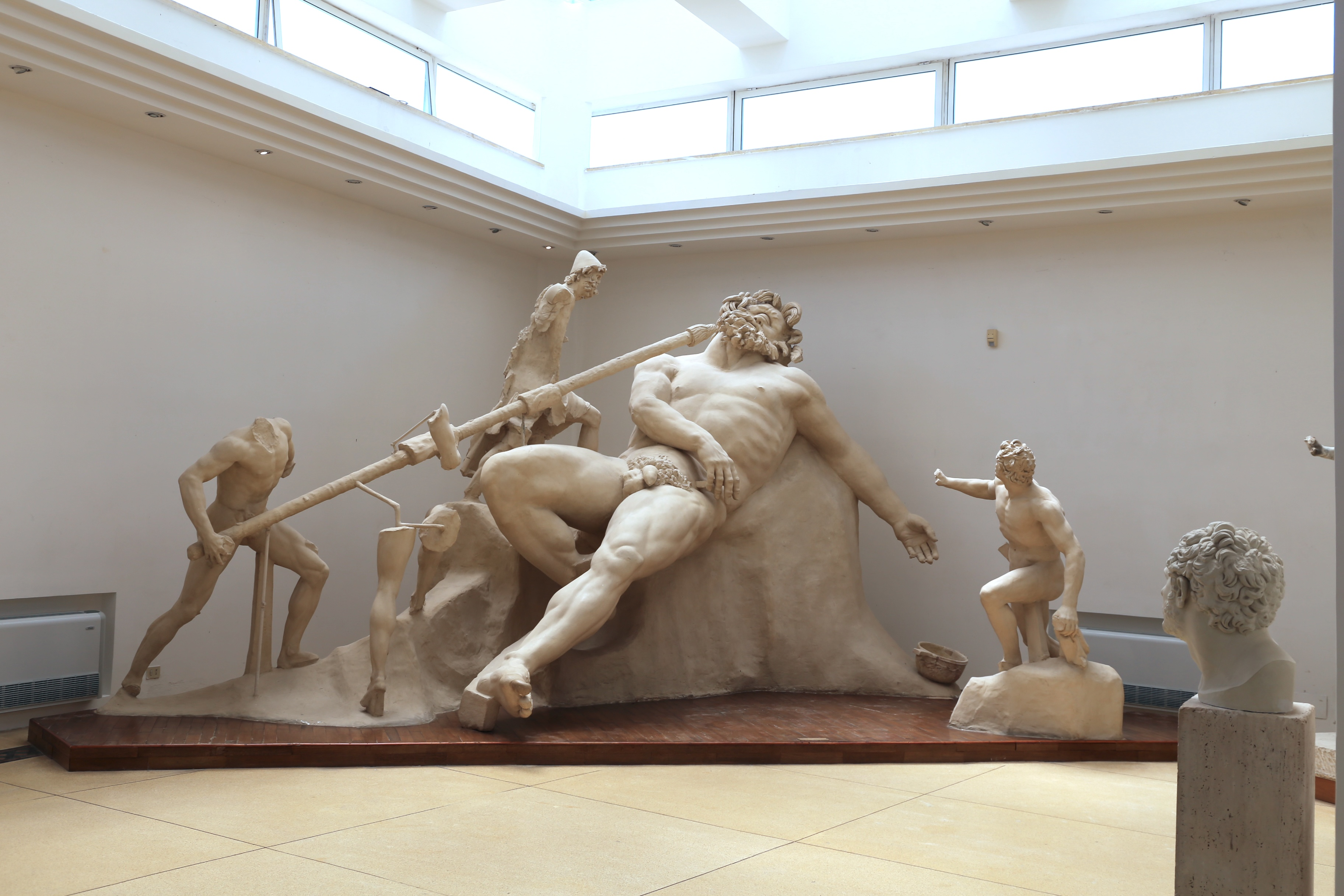
El grupo central en el museo de Sperlonga, de reconstrucción arbitraria, con el «cegamiento de Polifemo». El «portador de vino», de espaldas, se encuentra a la derecha.
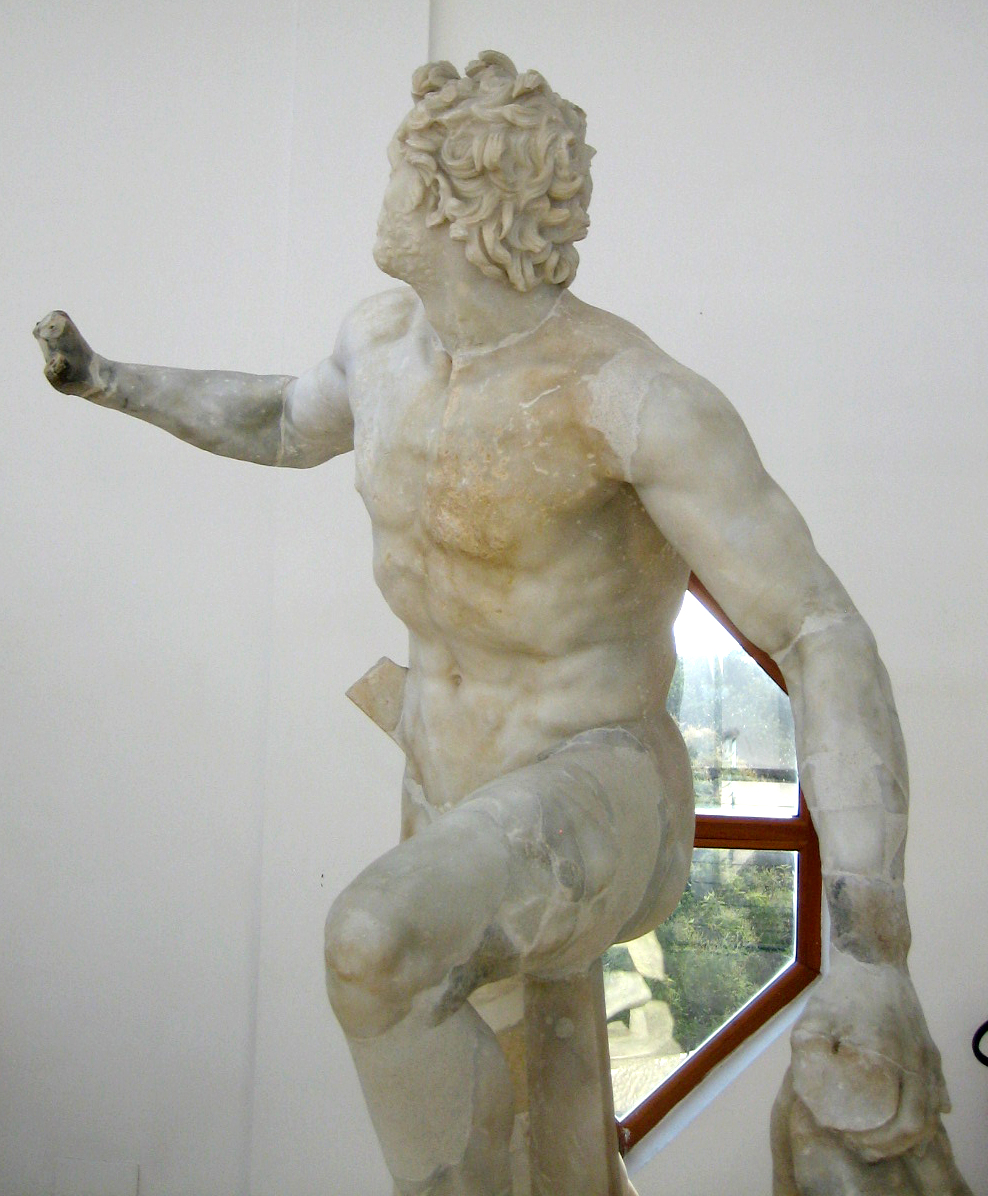
El «portador de vino».
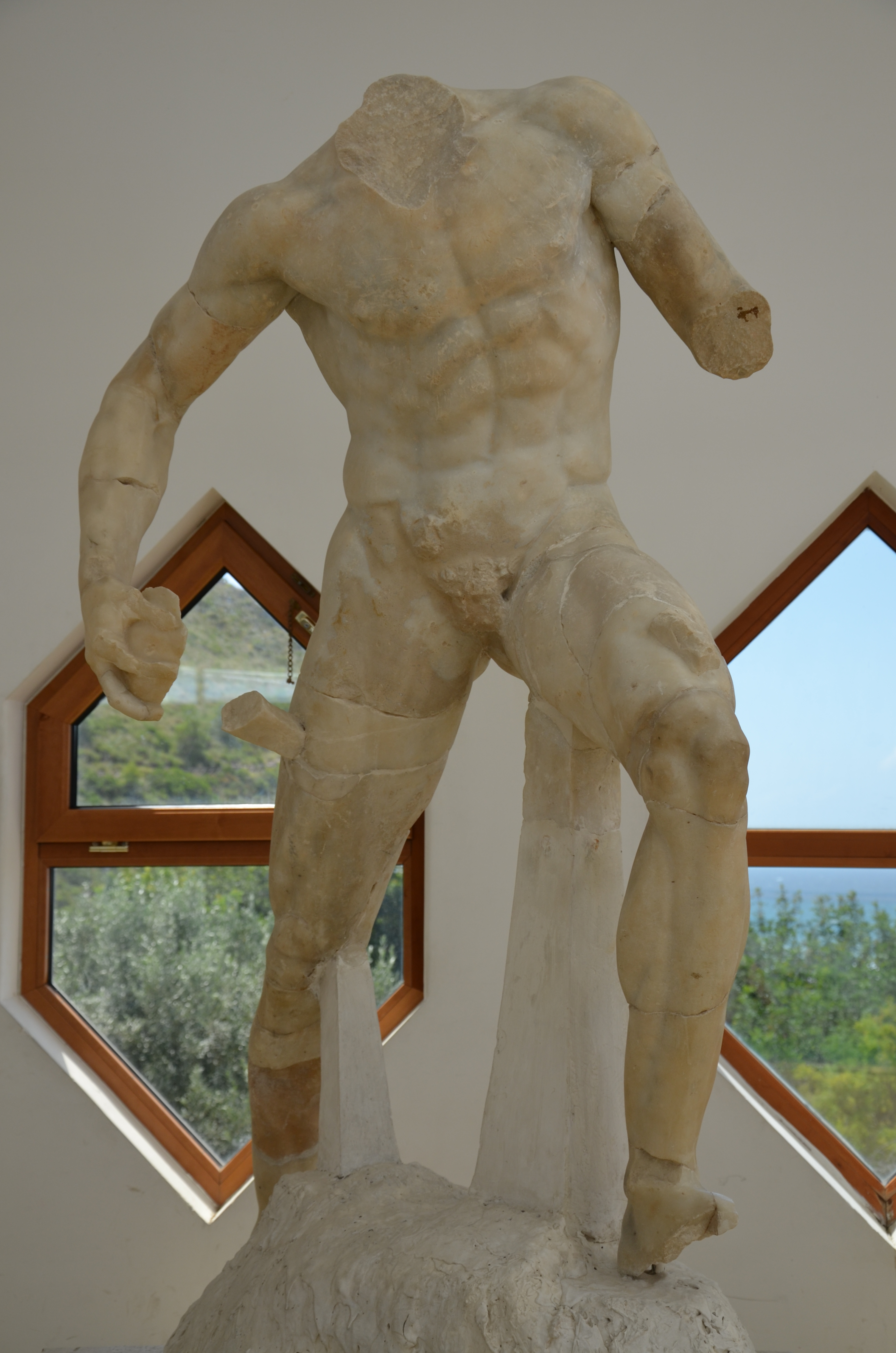
Uno de los compañeros de Ulises, sosteniendo el extremo de la estaca con la que ciegan a Polifemo.
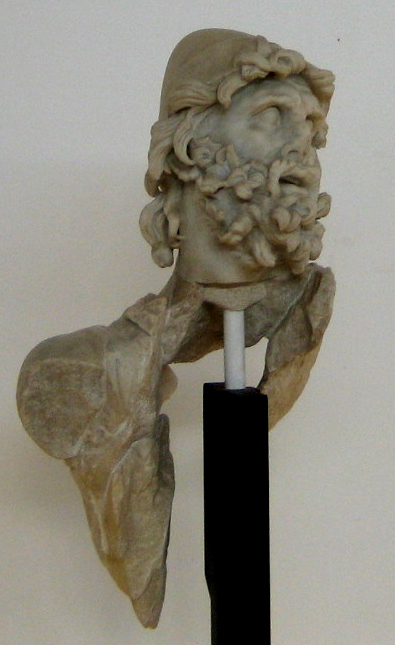
Reconstrucción de la figura de Ulises del «grupo Polifemo».

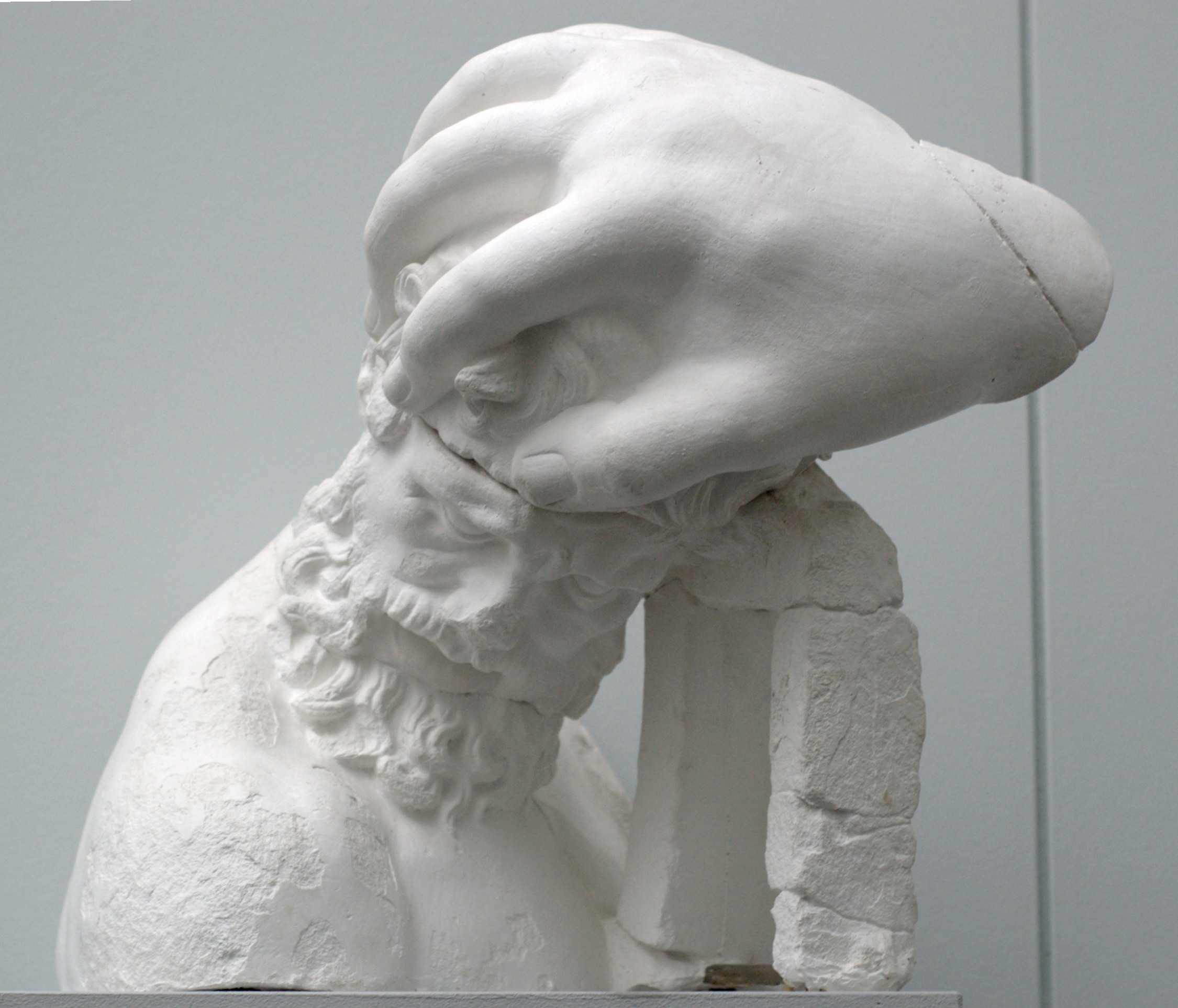
Reconstrucción arbitraria de la mano de Escila, asiendo una cabeza.
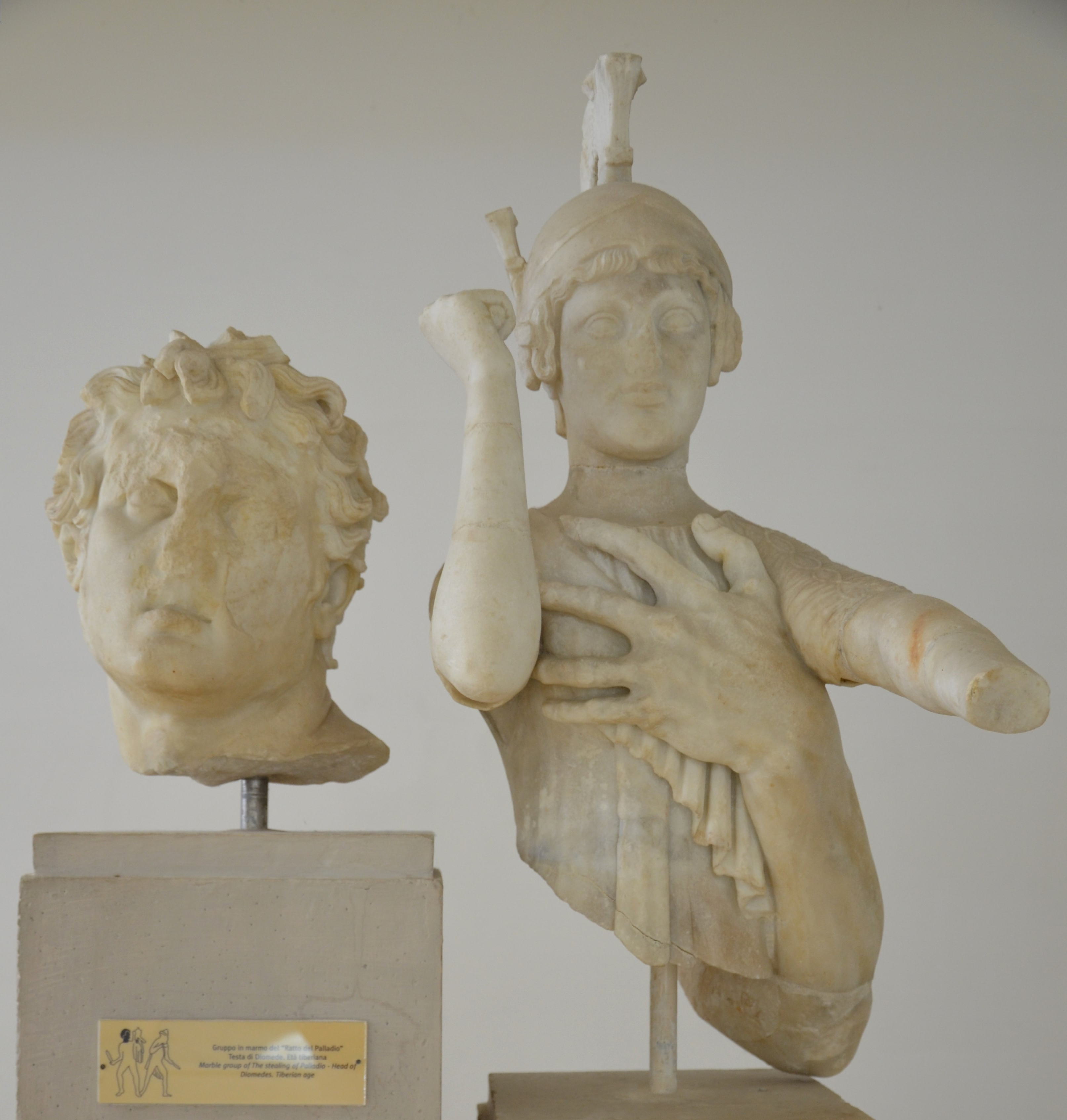
Reconstrucción arbitraria de parte del «grupo Paladio»: la cabeza de Diomedes y su brazo, agarrando el Paladio.

## Rapto de Ganimedes
En una base especialmente construida al efecto, sobre el centro de la entrada a la gruta, se situaba un grupo que representa el rapto de Ganimedes, compuesto por la figura de Ganimedes y la de Zeus transformado en águila. Actualmente se ha dispuesto una réplica en la posición original. A diferencia de la iconografía habitual de Ganimedes, se le representa completamente vestido, y lo que es aún más extraño, sus ropajes son orientales, lo que puede explicarse como una indicación de su patria (era un príncipe troyano, en la mayor parte de las versiones del mito un tío-abuelo del rey Príamo, en otras tío o hermano), aunque esta es la única representación conocida de Ganimedes en que se enfatiza esta relación. Su cuerpo está tallado en un bello mármol polícromo, procedente de Frigia (lo que vuelve a relacionarse con una proximidad a Troya), mientras que su cabeza lo está en mármol blanco, que posiblemente fue pintado.

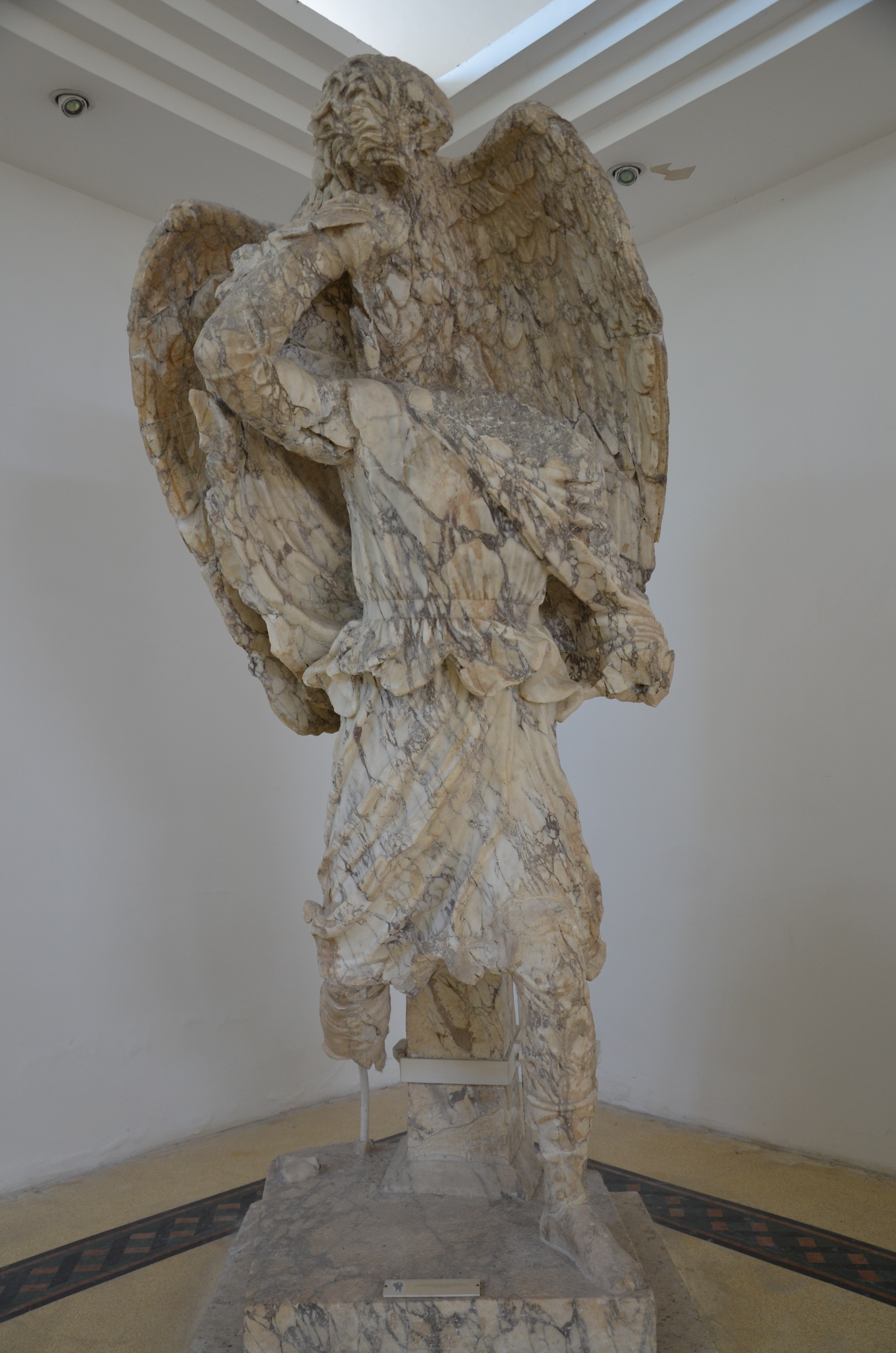
El Ganimedes original.
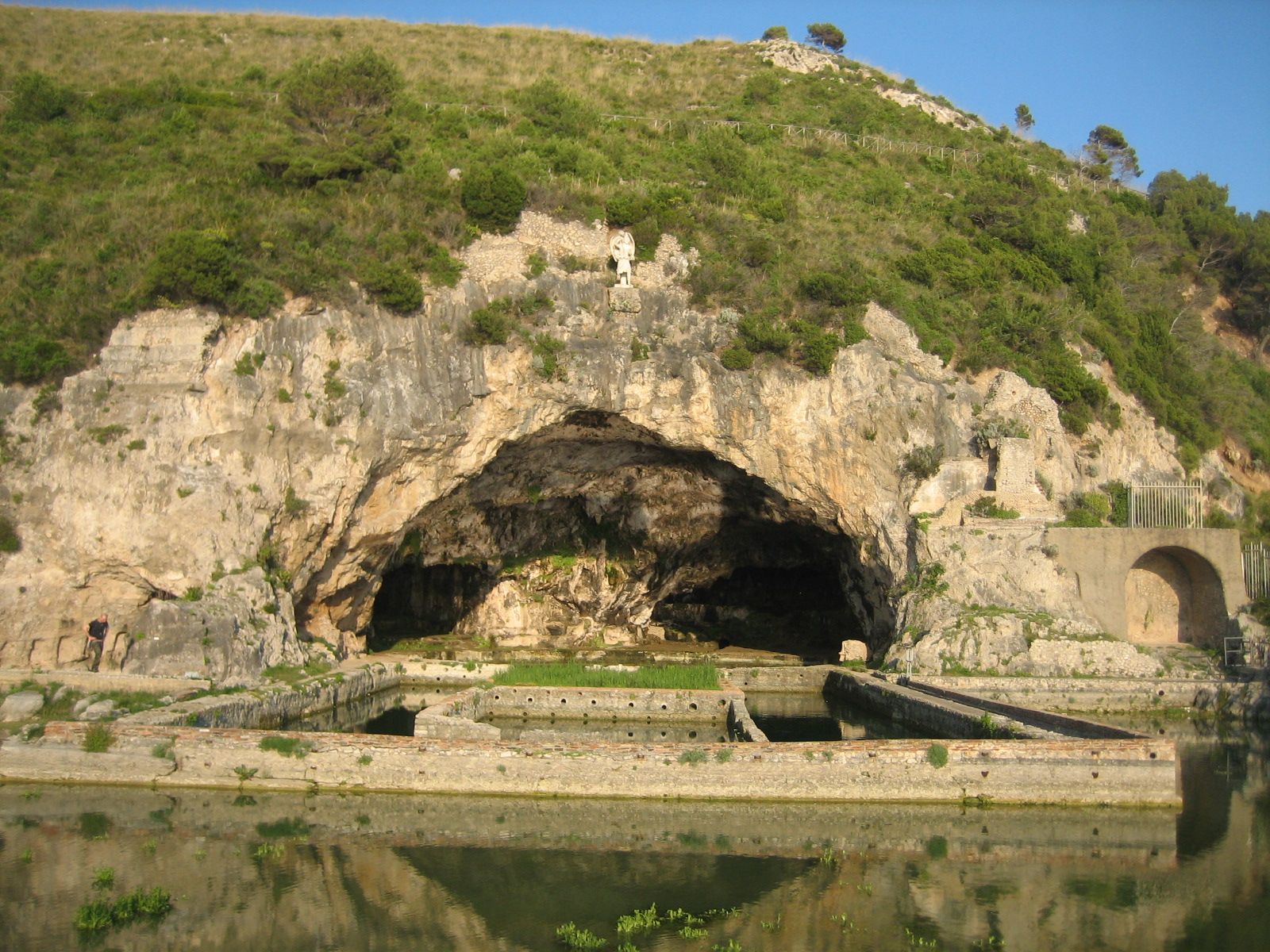
La réplica del Ganimedes en su contexto.